# Ludwig Vogel
Pour les articles homonymes, voir Vogel.
Ludwig Vogel, né le 10 juillet 1788 à Zurich, et mort le 20 août 1879 dans la même ville, est un peintre et graveur suisse.

## Biographie
Ludwig Vogel naît le 10 juillet 1788 à Zurich.

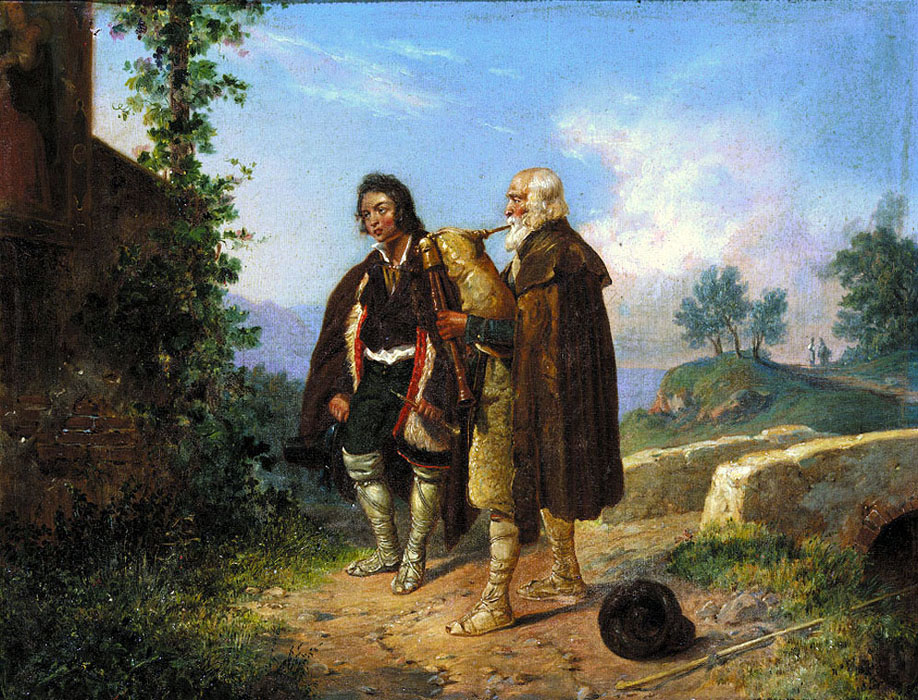

Il est élève de H. Fuseli et de C. Gessner et en 1808, de l'académie des Beaux-Arts de Vienne.
En 1810, il arrive à Rome avec Johann Friedrich Overbeck, Franz Pforr et Johann Konrad Hottinger. Il visite encore Florence et quelques autres villes italiennes et retourne dans sa ville natale en 1813. Le musée de Bâle conserve de lui : Mort de Winkelried à Sempach, et celui de Berne : Bataille de Grandson. Il grave des sujets de genre.
Il meurt le 20 août 1879 dans sa ville natale.